# Октябрьский (Брянский район)
Октя́брьский — посёлок в Брянском районе Брянской области, в составе Журиничского сельского поселения. Расположен в 3 км к юго-востоку от села Журиничи. Население — 16 человек (2010).
Возник около 1930 года; первоначальное название — Заберёзовка. Современное название с 1960-х гг.; на многих картах обозначен как «Журиничское лесничество». До 2005 года входил в Журиничский сельсовет.
| Годы      | 1979 | 1989 | 2002 | 2010 |
| --------- | ---- | ---- | ---- | ---- |
| Население | 25   | 17   | 20   | 16   |